# New Centerville
New Centerville és una població dels Estats Units a l'estat de Pennsilvània. Segons el cens del 2000 tenia 193 habitants.

## Demografia
Segons el cens del 2000, New Centerville tenia 193 habitants, 85 habitatges, i 61 famílies. La densitat de població era de 266,1 habitants/km².
Dels 85 habitatges en un 29,4% hi vivien nens de menys de 18 anys, en un 67,1% hi vivien parelles casades, en un 4,7% dones solteres, i en un 27,1% no eren unitats familiars. En el 25,9% dels habitatges hi vivien persones soles el 15,3% de les quals corresponia a persones de 65 anys o més que vivien soles. El nombre mitjà de persones vivint en cada habitatge era de 2,27 i el nombre mitjà de persones que vivien en cada família era de 2,71.
Per edats la població es repartia de la següent manera: un 20,2% tenia menys de 18 anys, un 2,1% entre 18 i 24, un 28% entre 25 i 44, un 25,9% de 45 a 60 i un 23,8% 65 anys o més.
L'edat mediana era de 45 anys. Per cada 100 dones de 18 o més anys hi havia 85,5 homes.
La renda mediana per habitatge era de 37.750 $ i la renda mediana per família de 45.833 $. Els homes tenien una renda mediana de 35.625 $ mentre que les dones 19.167 $. La renda per capita de la població era de 21.873 $. Cap de les famílies i el 5,5% de la població estaven per davall del llindar de pobresa.

## Poblacions més properes
El següent diagrama mostra les poblacions més properes.